# ماري شنايدر
ماري شنايدر (بالإنجليزية: Mary Schneider)‏ هي مغنية أسترالية، ولدت في 25 أكتوبر 1932 في روكامبتون في أستراليا.

## وصلات خارجية
- الموقع الرسمي
- ماري شنايدر على موقع IMDb (الإنجليزية)
- ماري شنايدر على موقع ميوزك برينز (الإنجليزية)
- ماري شنايدر على موقع أول ميوزيك (الإنجليزية)
- ماري شنايدر على موقع ديسكوغز (الإنجليزية)